# Ayuntamiento de Copenhague
El Ayuntamiento de Copenhague (en danés: Københavns Rådhus) es la sede del consejo municipal y el alcalde del municipio de Copenhague, Dinamarca. Está situado en la plaza del Ayuntamiento, en el centro de Copenhague.

## Arquitectura
El edificio actual fue inaugurado en 1905. Fue diseñado por el arquitecto Martin Nyrop en estilo romántico nacionalista pero inspirándose en el Ayuntamiento de Siena. Está dominado por su fachada, ricamente decorada, la estatua dorada de Absalón justo encima del balcón y la esbelta torre del reloj. Esta última tiene 105,6 metros de altura, y es uno de los edificios más altos en la ciudad de Copenhague. Además de la torre del reloj, el Ayuntamiento también alberga el reloj astronómico de Jens Olsen.

## Historia

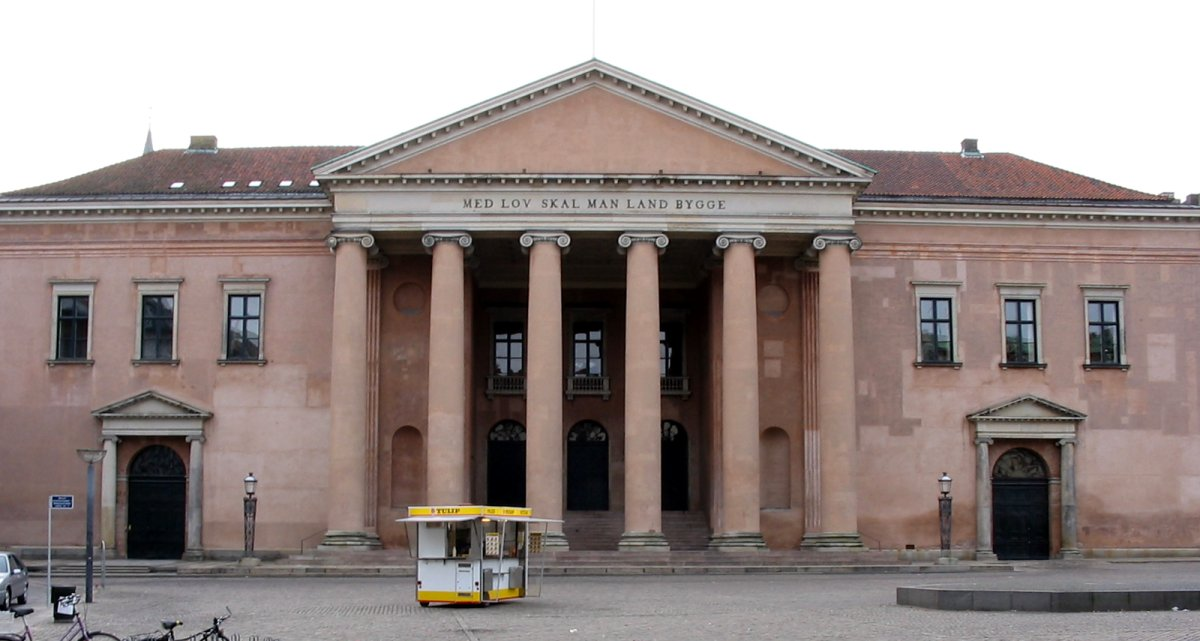
El antiguo ayuntamiento de 1815

El ayuntamiento actual fue diseñado por el arquitecto Martin Nyrop, inspirado en el ayuntamiento de Siena, Italia. La construcción del edificio comenzó en 1892 y fue inaugurado el 12 de septiembre de 1905.
Antes de que el ayuntamiento se trasladara a su ubicación actual, se situaba en Gammeltorv/Nytorv. El primer ayuntamiento se usó desde alrededor de 1479 hasta que se quemó en el gran Incendio de Copenhague de 1728.
El segundo ayuntamiento se construyó en 1728 y fue diseñado por J.C. Ernst y J.C. Krieger. Se quemó en el Incendio de Copenhague de 1795.
No fue hasta 1815 cuando se construyó en Nytorv un nuevo ayuntamiento, diseñado por C.F.Hansen. Pretendía albergar el ayuntamiento y un tribunal. En la actualidad sigue en uso como el tribunal de la ciudad de Copenhague.
En 2007, el Banco Nacional de Dinamarca emitió una moneda conmemorativa de 20 DKK de la torre.

## Galería de imágenes

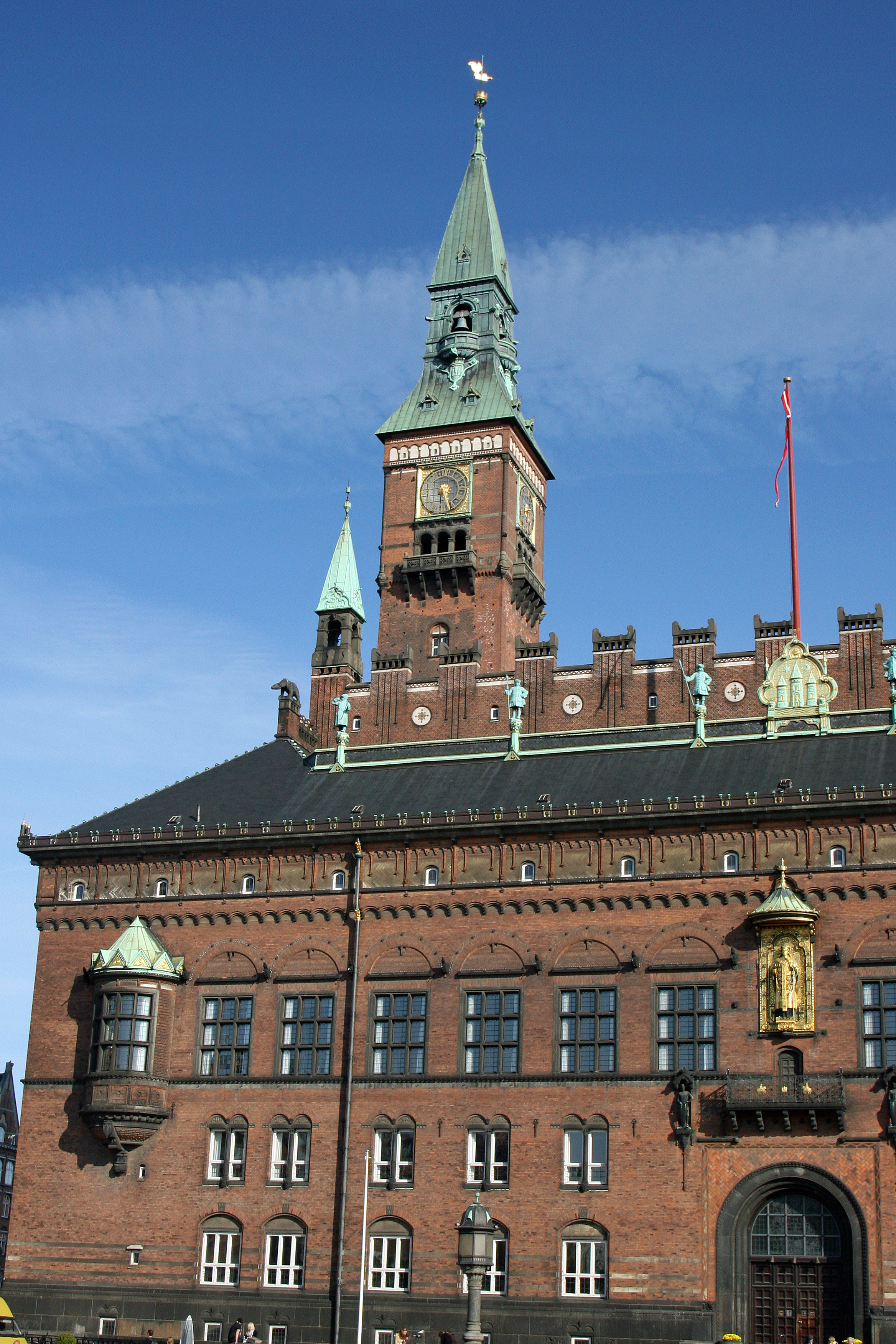
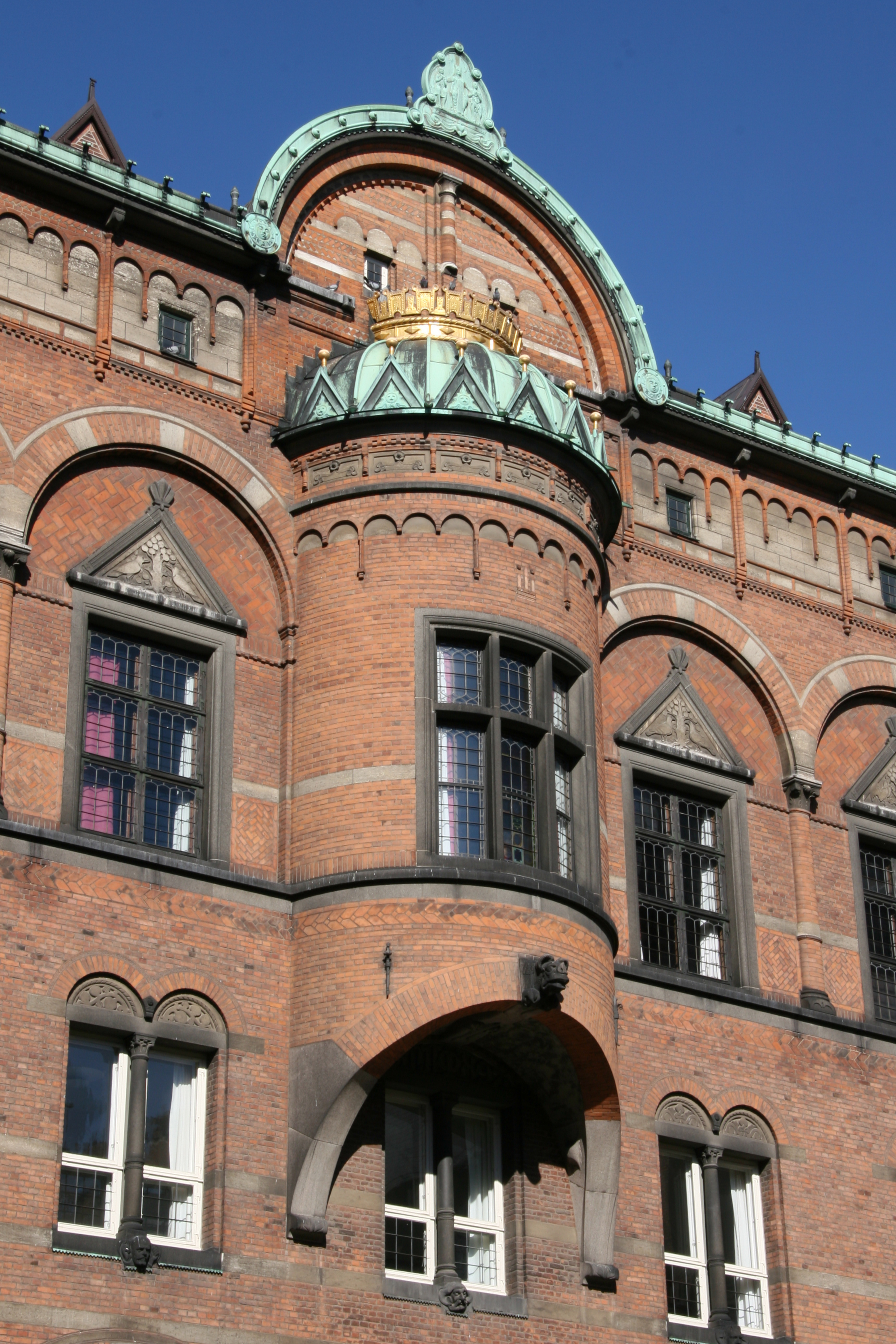
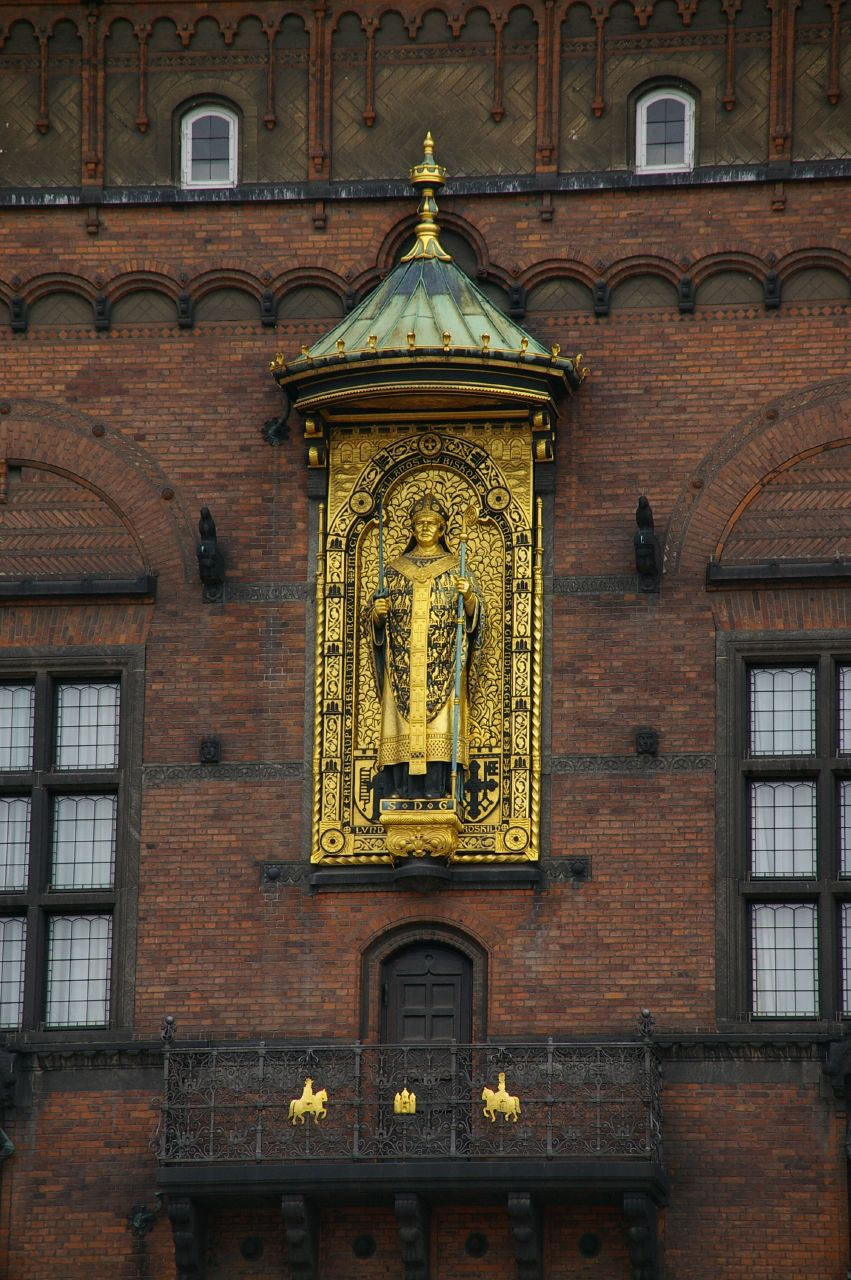
Relieve de Absalón
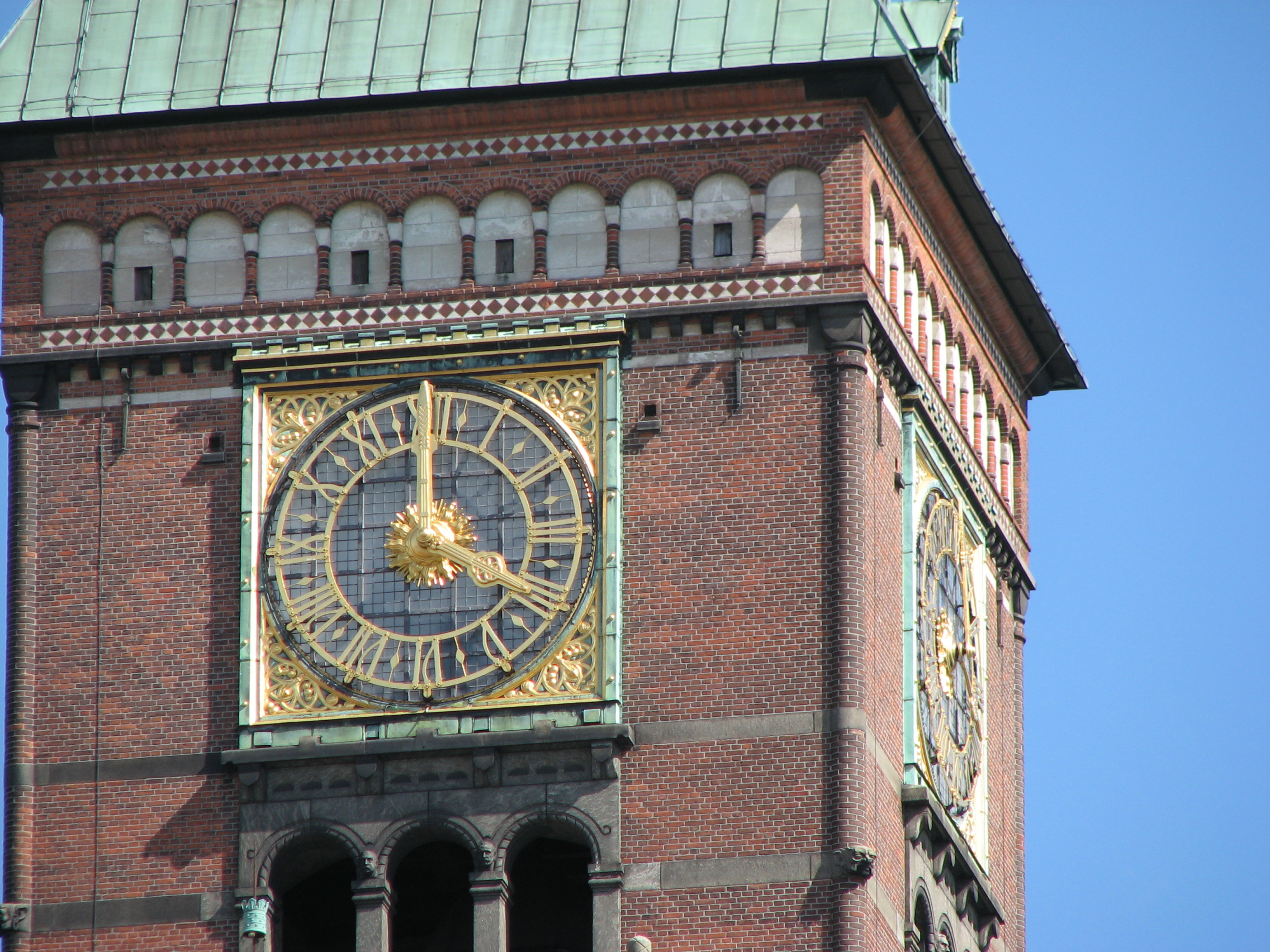
Reloj
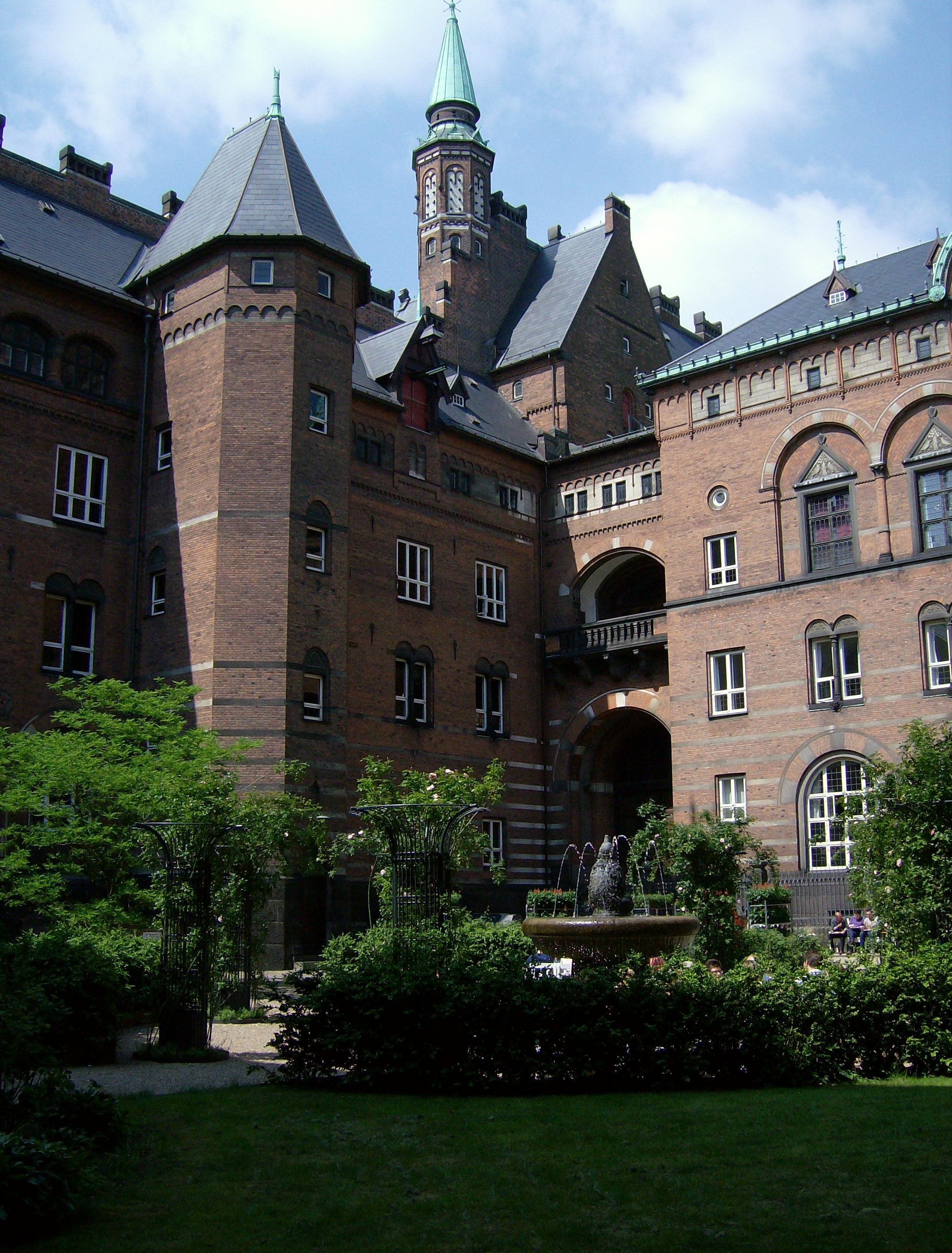
Desde el patio